# Convolvulus capituliferus
Convolvulus capituliferus är en vindeväxtart som beskrevs av Adrien René Franchet. Convolvulus capituliferus ingår i släktet vindor, och familjen vindeväxter. Utöver nominatformen finns också underarten C. c. foliaceus.